# 7587 Weckmann
7587 Weckmann eller 1992 CF3 är en asteroid i huvudbältet som upptäcktes den 2 februari 1992 av den belgiske astronomen Eric W. Elst vid La Silla-observatoriet. Den är uppkallad efter den tyske organisten Matthias Weckmann.
Asteroiden har en diameter på ungefär 4 kilometer.